# Hrebienok

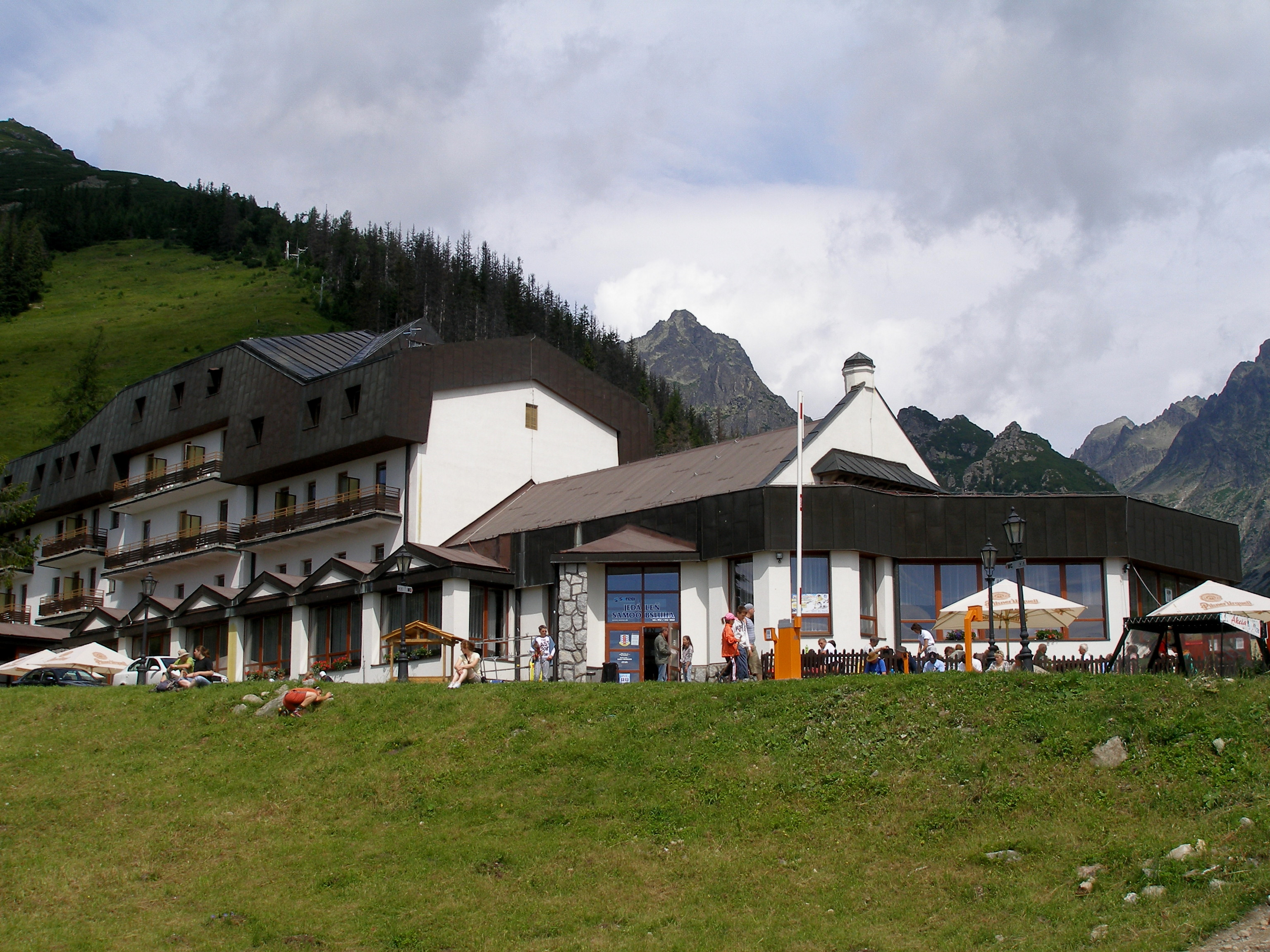
Gebirgshotel am Hrebienok

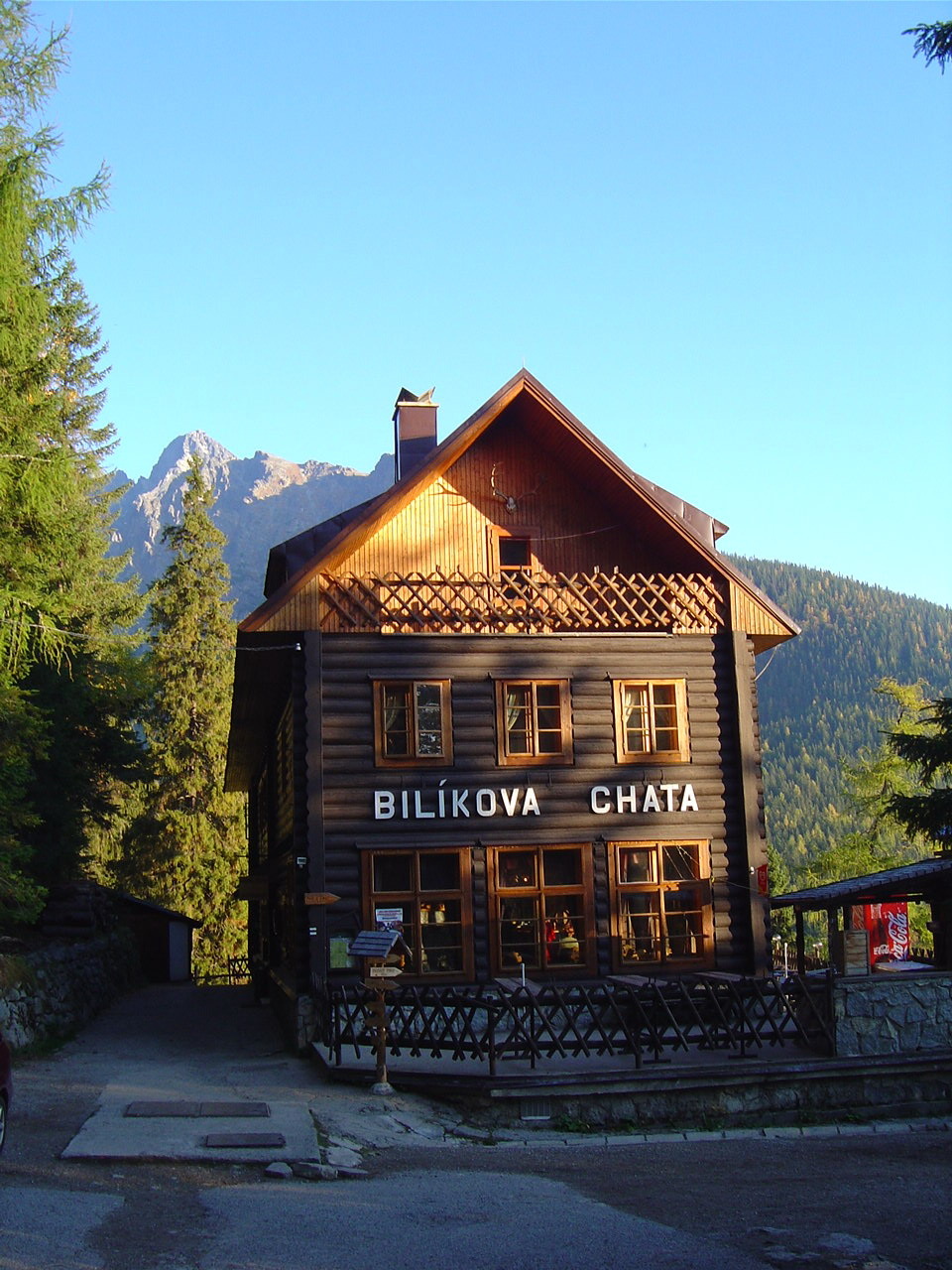
Berghütte Bilíkova chata

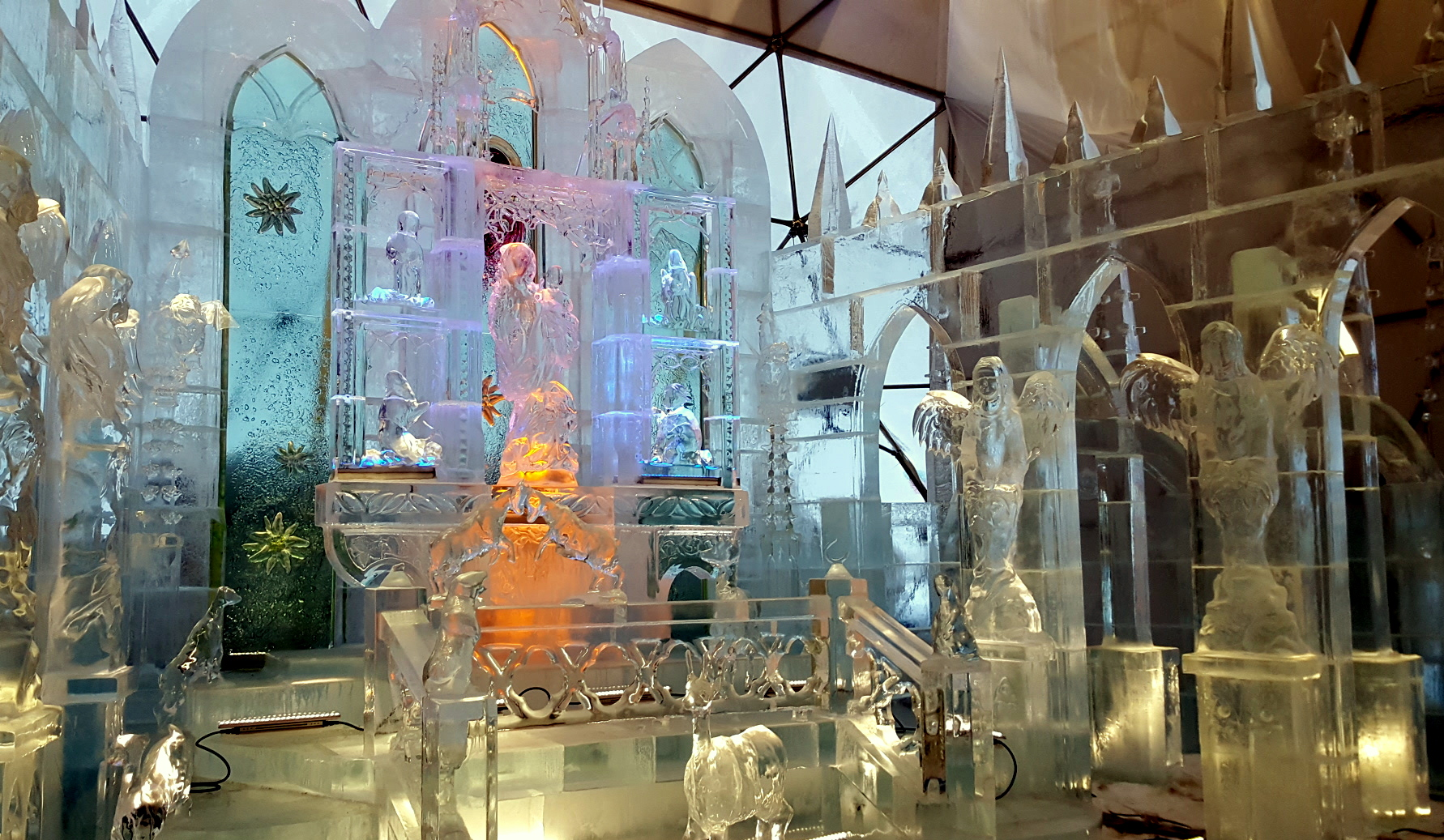
Das Innere des Tatra-Eisdoms im Jahr 2017

Hrebienok (deutsch Kämmchen, ungarisch Tarajka) ist ein Erholungsort und Wintersportgebiet oberhalb von Starý Smokovec (deutsch Altschmecks) am Fuße des 2452 m n.m. hohen Bergs Slavkovský štít (deutsch Schlagendorfer Spitze) auf einer Höhe von 1285 m n.m. Der Rücken fällt nordöstlich zum Tal Studená dolina (deutsch Kohlbachtal) mit dem Bach Studený potok (deutsch Kohlbach) ab.
Bereits zur Zeit der Anfänge des Tourismus war das plateauartige Kämmchen beliebtes Ausflugsziel der Kurgäste im nahen Altschmecks. 1875 entstand in der Nähe die erste Berghütte des Ungarischen Karpathenvereins, genannt Rosahütte nach der damals populären ungarischen Sängerin Rosa Gräfl-Györffy. Für einen großzügigen Ausbau am Kämmchen fehlte zuerst das Geld, auch die Aufteilung zwischen drei Gemeinden erwies sich als schwierig. Neben der Hütte wurde 1884 durch die Georgenberger Waldbürgerschaft das zweigeschossige Hotel Kohlbach mit dem Wildbad Kohlbach erbaut. Ein Brand im Jahre 1893 beschädigte das Hotel und zerstörte die Hütte.
Anstelle der abgebrannten Hütte baute man 1894 das Hotel Zips und ein Badehaus, mit mehreren Besitzwechseln ab 1906. Inzwischen wuchs das Interesse für das Gebiet nach Fertigstellung einer Straße (1894) und insbesondere nach der Eröffnung der Standseilbahn (1908) weiter. 1926 erwarb die tschechoslowakische Legiobank das Bad, aber kurz vor der Übergabe brannte der Komplex während eines Schneesturms in der Nacht am 18. Februar 1927 nieder. Die Bank ließ 1928 das noch heute bestehende Športhotel errichten. Ab 1930 wurden westlich des Hotels mehrere Skiübungswiesen und Abfahrtspisten angelegt und 1956, nach einer erneuten Vergrößerung, entstand ein 750 m langer Schlepplift (Talstation 1304 m n.m., Bergstation 1519 m n.m.) nach Slavkovská výhliadka sowie Einrichtungen für Slalomwettkämpfe, 1959 folgte eine Rodelbahn. 1933–34 erfolgte hier der letzte Hüttenbau des Karpathenvereins, indem die Dr.-Guhr-Hütte (heute slowakisch Bilíkova chata) an der Stelle des ehemaligen Wildbads errichtet wurde.
Heute ist Hrebienok ein Ausgangspunkt für Wanderungen zum Gipfel des Slavkovský štít oder Richtung Täler Veľká Studená dolina und Malá Studená dolina, außerdem ist es an den rot markierten Wanderweg Tatranská magistrála (deutsch Tatra-Magistrale) angebunden, mit Anschlussmöglichkeiten in die Täler Velická dolina westlich oder Skalnatá dolina östlich von Hrebienok.
Seit der Wintersaison 2013/2014 ist am Hrebienok der sogenannte Tatra-Eisdom (slowakisch Tatranský ľadový dóm) untergebracht, mit jährlich wechselnden Themen für Eisskulpturen.